# Thecla aurugo
Thecla aurugo är en fjärilsart som beskrevs av Max Wilhelm Karl Draudt 1921. Thecla aurugo ingår i släktet Thecla och familjen juvelvingar. Inga underarter finns listade i Catalogue of Life.